# Шнобрич, Мэтт
Мэттью Роман «Мэтт» Шнобрич (англ. Matthew Roman "Matt" Schnobrich; род. 12 ноября 1978, Миннеаполис, Миннесота) — американский гребец, выступавший за сборную США по академической гребле в период 2005—2008 годов. Бронзовый призёр летних Олимпийских игр в Пекине, победитель и призёр многих регат национального значения.

## Биография
Мэтт Шнобрич родился 12 ноября 1978 года в Миннеаполисе, штат Миннесота. Детство провёл в Сент-Поле, затем поступил в Академию Сент-Томас в Мендота-Хайтс, где помимо прочего занимался лыжным спортом.
Заниматься академической греблей начал в 1997 году. Во время учёбы в Миннесотском университете состоял в местной гребной команде, неоднократно принимал участие в различных студенческих соревнованиях. Позже проходил подготовку в Тренировочном центре Касперсен в Нью-Джерси.
Дебютировал в гребле на взрослом международном уровне в сезоне 2005 года, когда вошёл в основной состав американской национальной сборной и выступил в распашных безрульных двойках на чемпионате мира в Гифу — сумел квалифицироваться здесь лишь в утешительный финал C и расположился в итоговом протоколе соревнований на 13 строке.
В 2006 году на мировом первенстве в Итоне стал четвёртым в безрульных четвёрках.
На чемпионате мира 2007 года в Мюнхене в безрульных четвёрках отобрался в финал B и занял итоговое восьмое место.
Благодаря череде удачных выступлений удостоился права защищать честь страны на летних Олимпийских играх 2008 года в Пекине. В составе экипажа-восьмёрки в финале пришёл к финишу третьим позади команд из Канады и Великобритании — тем самым завоевал бронзовую олимпийскую медаль. Вскоре по окончании этих соревнований принял решение завершить спортивную карьеру.